# Vipera seoanei
Vipera seoanei là một loài rắn trong họ Rắn lục. Loài này được Lataste mô tả khoa học đầu tiên năm 1879.

## Hình ảnh

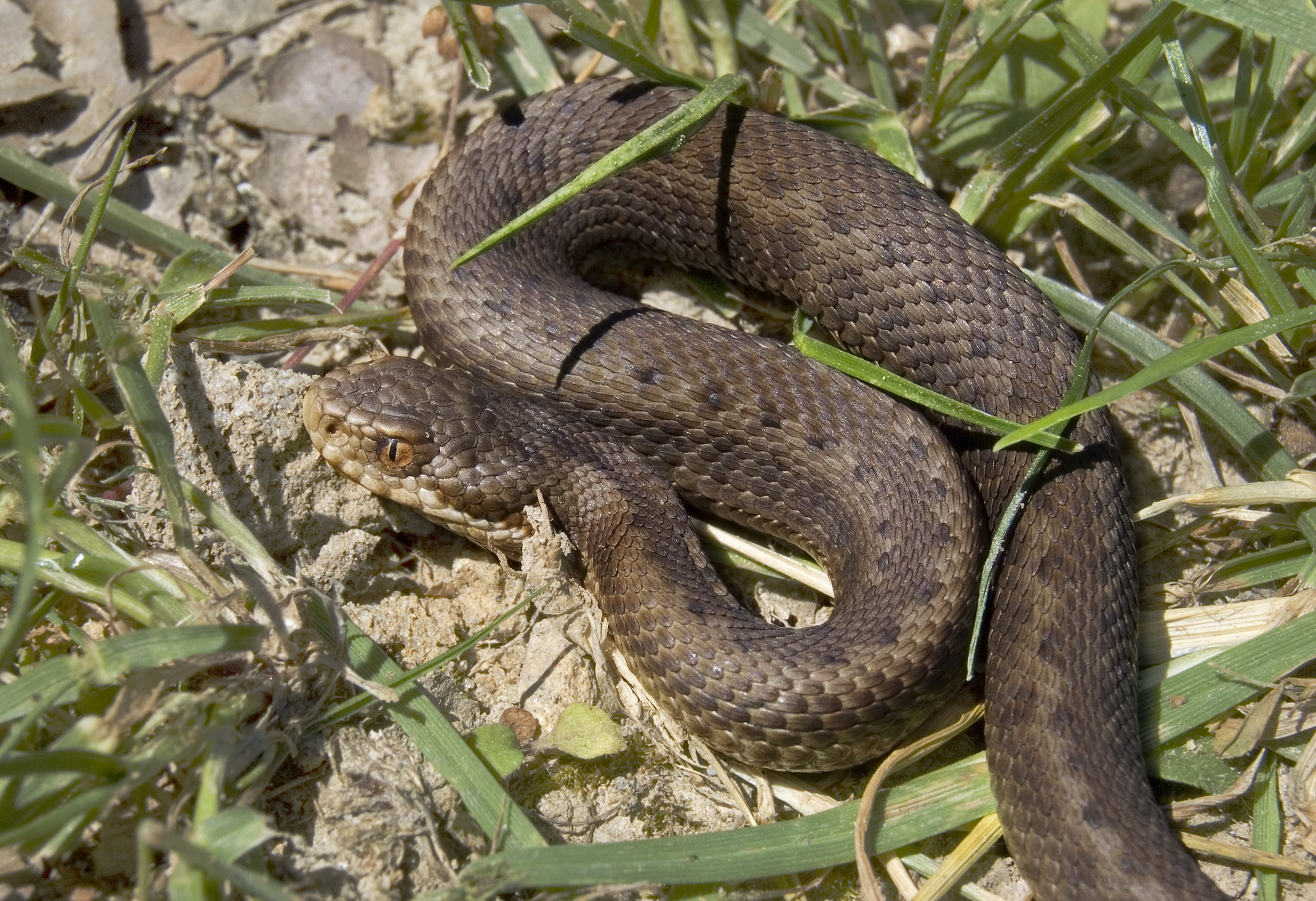
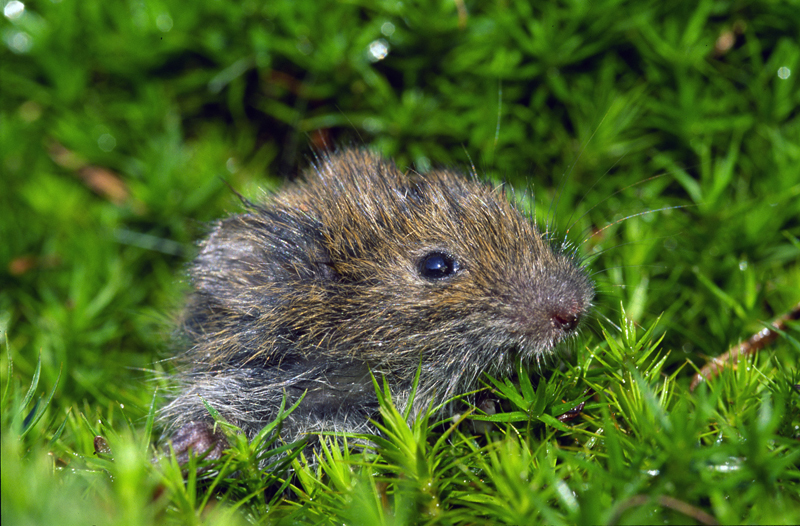
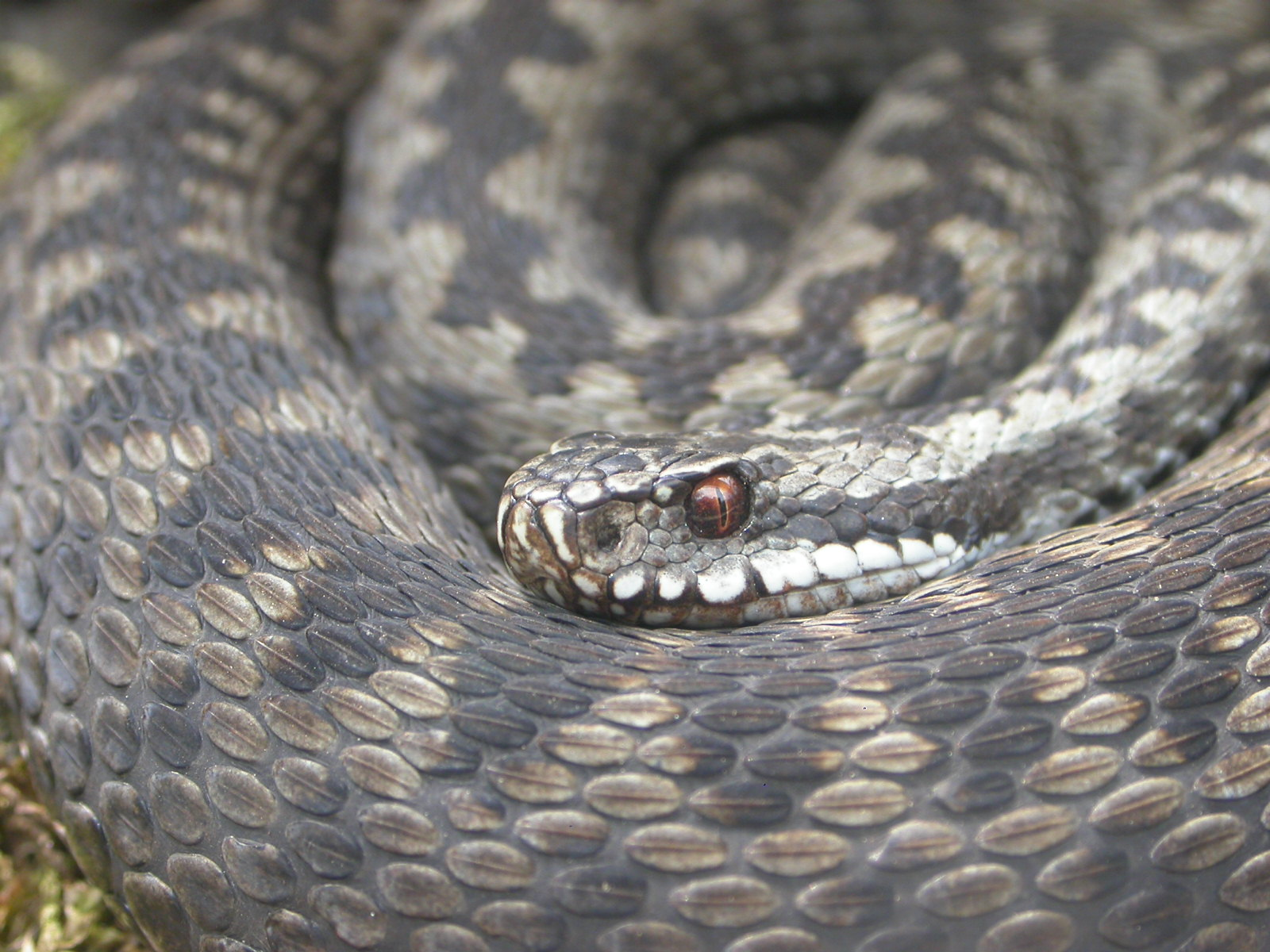
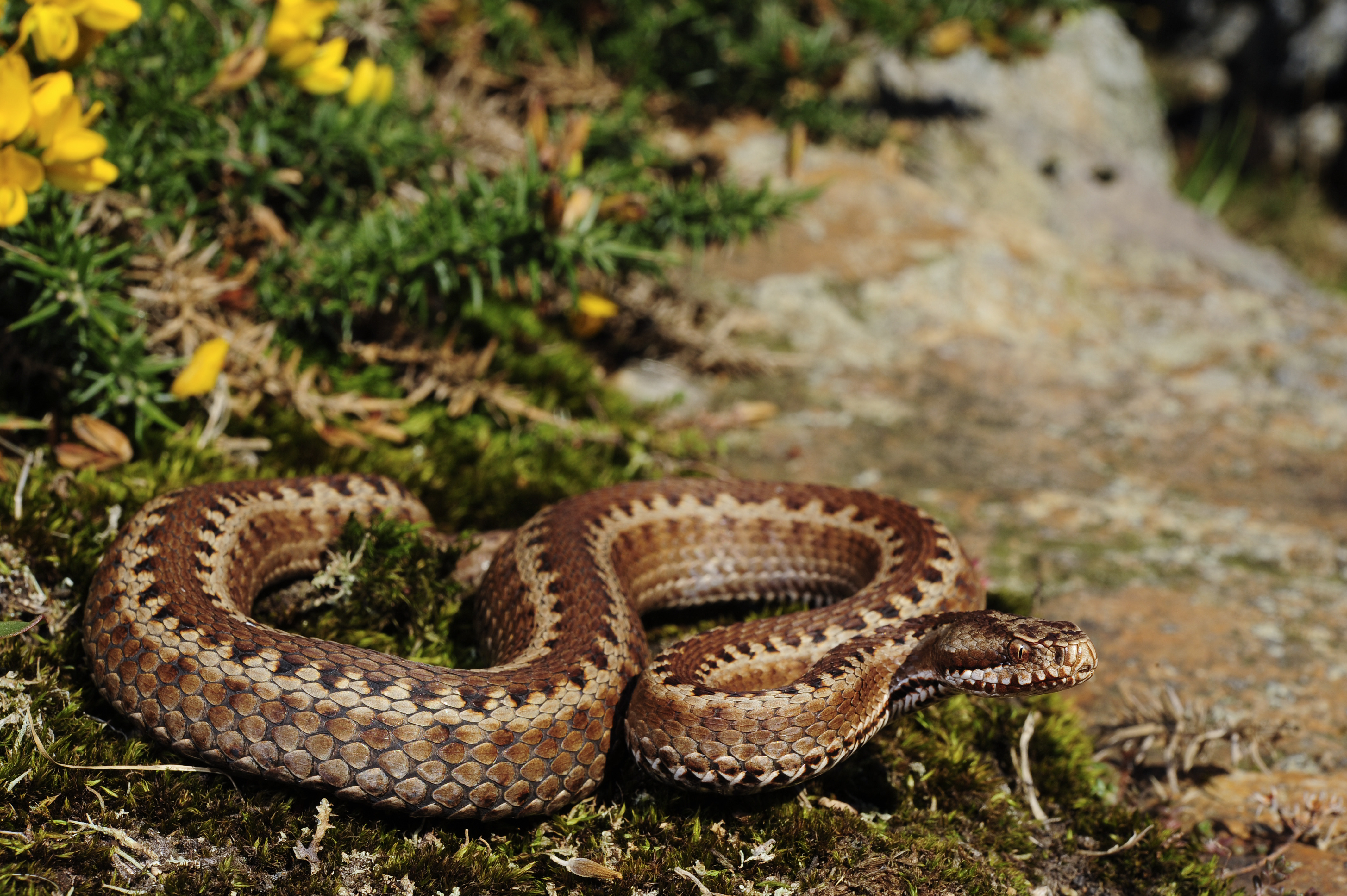